# Comuna Mariivka, raionul Zaporijjea, regiunea Zaporijjea
Mariivka (în ucraineană Мар`ївка) este o comună în raionul Zaporijjea, regiunea Zaporijjea, Ucraina, formată din satele Mariivka (reședința), Novoserhiivka, Smoleane și Udilenske.

## Demografie
Componența lingvistică a comunei Mariivka
     Ucraineană (84,81%)
     Rusă (14,02%)
     Alte limbi (0,47%)
Conform recensământului din 2001, majoritatea populației comunei Mariivka era vorbitoare de ucraineană (84,81%), existând în minoritate și vorbitori de rusă (14,02%).